# Comuna Aegviidu
Aegviidu (în germană Charlottenhof) este o comună (vald) din Comitatul Harju, Estonia.
Ea corespunde în totalitate târgușorului (alevik) Aegviidu. Localitatea a fost locuită de germanii baltici.

## Localizare
Comuna este situată în partea central-nordică a Estoniei.
În limba germană este cunoscută sub numele de Charlottenhof.

## Istoric
Comuna apare prntru prima oară menționată pe Harta Livoniei, realizată de contele Mellin în 1796, sub numele de Aegwid.

## Populația
După datele furnizate de recensământul din 2000, localitatea număra 952 locuitori.